# Vâlmîki
Vālmīki (sanskrit ; devanāgarī : वाल्मीकि ; qui signifie « Fils de la termitière ») est un poète indien légendaire et auteur selon la tradition du Rāmāyaṇa, racontant l'épopée du prince Rāma parti à la recherche de Sītā. Cette œuvre monumentale composée de pas moins de vingt-quatre mille strophes de quatre vers est l'un des joyaux de la littérature indienne antique, avec le Mahābhārata. Mais on date ce poème seulement du début de l'ère chrétienne ; son attribution à Valmiki provient d'éléments internes au texte (plus précisément d'une partie récente où le poète apparaît comme personnage). La tradition attribue à Valmiki l'invention du mètre épique (śloka). Il est surnommé « Adi kavi », le « Premier poète ».

## Premiershlokade Valmiki
Selon la tradition, Valmiki composa ses premiers vers spontanément, dans la colère d'avoir vu un chasseur abattre l'un des deux oiseaux d'un couple, shloka prenant forme de malédiction contre le chasseur :

« मा निषाद प्रतिष्ठां त्वमगमः शाश्वतीः समाः।यत्क्रौञ्चमिथुनादेकमवधीः काममोहितम्॥ ; mā niṣāda pratiṣṭhā tvamagamaḥ śāśvatīḥ samāḥyat krauñcamithunādekam avadhīḥ kāmamohitam ; Tu ne trouveras nul repos pendant de longues années d’éternité,/ Pour avoir tué un oiseau amoureux et sans méfiance ! »

Selon la tradition, cette strophe née du chagrin de Valmiki face à la douleur de l'oiselle qui pleurait son compagnon tué par un chasseur, est le premier shloka de la littérature sanskrite. 

## Traductions
- Le Râmâyana  (trad. Hippolyte Fauche), 1854-1858 (lire sur Wikisource)
- Le Râmâyana de Vâlmîki  (trad. Alfred Roussel), Librairie d'Amérique et d'Orient Adrien Maisonneuve, coll. « « Bibliothèque orientale » », 1903-1907, 3 volumes (lire sur Wikisource) Réimpression en 1979 :  (ISBN 978-2-7200-0366-0)
- Les Contes de Ramayana, Sand, 1985,  (ISBN 2-7107-0309-2)
- Le Ramayana de Valmiki, Gallimard, coll. « Bibliothèque de la Pléiade », 1999,  (ISBN 2-07-011294-2)
- Rāmakerti I - "La Gloire de Rāma" (trad. Pou S. et Mikaelian G.), Éditions L'Harmattan, 2007,  (ISBN 978-2-296-03977-3)
- Le Ramayana de Valmiki illustré par les miniatures indiennes du XVIe au XIXe siècle, 7 volumes, Diane de Selliers, coll. « La grande collection », 2011,  (ISBN 978-2-903656-76-8) Préface de B. N. Goswamy. Traduction intégrale sous la direction de Madeleine Biardeau et Marie-Claude Porcher. (Présentation de l'éditeur : « Un éclairage unique sur l'épopée emblématique de l'Inde »)Yoga-Vâsishtha Sâra, attribué à Vâlmîki, in L'enseignement suprême, Raghu-Yoga-Vâsishtha d'Abhinanda et Yoga-Vâsishtha Sâra, Petits traités de la non-dualité, Première présentation française, préfacé, présenté et traduit par Patrick Mandala, Editions Accarias L'Originel, Collection Advaïta, 2016, 128 p.